# Cardias

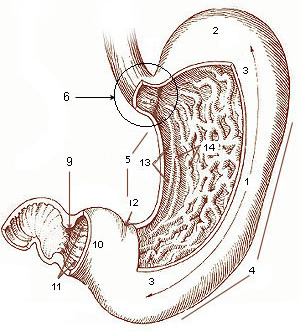
Schema da cancer.gov:
- 1. Corpo dello stomaco
- 2. Fondo dello stomaco
- 3. Parete anteriore
- 4. Grande curvatura
- 5. Piccola curvatura
- 6. Cardias
- 9. Sfintere pilorico
- 10. Antro del pilore
- 11. Canale pilorico
- 12. Piega angolare
- 13. Canale gastrico
- 14. Pliche gastriche

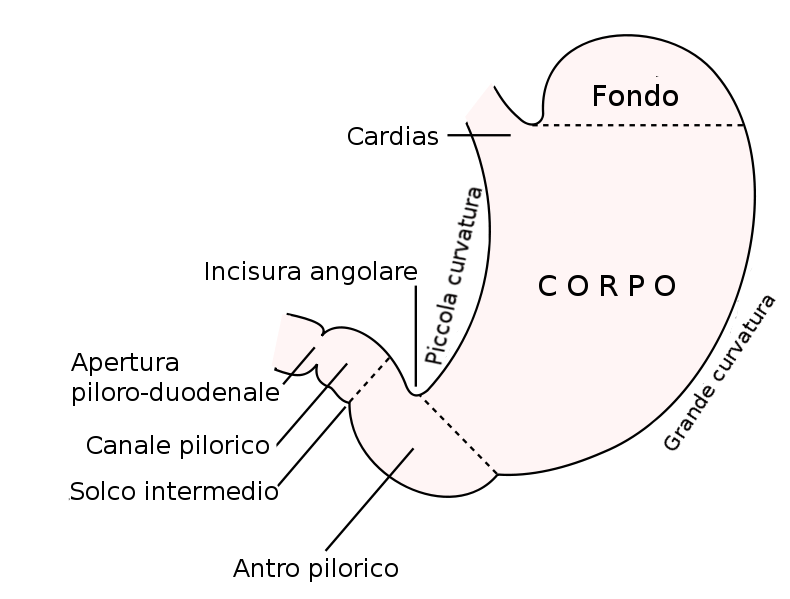
Schema dello stomaco, che mostra i punti di repere anatomici ("Antrum cardiacum" segna l'aperura del cardias)

Il cardias o cardia è il termine anatomico per definire l'orifizio superiore di comunicazione tra l'esofago e lo stomaco, al di sotto del diaframma. Sulla superficie esterna, il cardias è segnalato dalla incisura cardiale. Il cardias inizia immediatamente dopo la linea Z di giunzione gastroesofagea, dove l'epitelio squamoso dell'esofago cede all'epitelio colonnare del tratto gastrointestinale.
Prossimalmente al cardias, alla giunzione gastroesofagea, vi è lo sfintere esofageo inferiore, anatomicamente indistinguibile ma fisiologicamente dimostrabile.
Si trova a sinistra della XI vertebra toracica e rimane separato dalla colonna vertebrale per l'interposizione dell'aorta.
Il cardias non presenta alcun apparato valvolare, come invece pensavano gli antichi anatomisti: infatti non vi è presente alcun ispessimento della muscolatura circolare liscia, ma solo una piega della mucosa nell'angolo tra il fondo dello stomaco e l'estremità dell'esofago. Si deve, invece, considerare una valvola il piloro.

## Etimologia
La parola deriva dal greco antico καρδία?, kardía, "cuore". Il cardias prende il suo nome dal cuore, perché tramite interposizione del diaframma lo stomaco è in rapporto con esso.

## Nomenclatura
I libri di anatomia descrivono il cardias come la prima di quattro regioni dello stomaco. Questa classificazione si basa su un motivo di tipo istologico, poiché la mucosa del cardias è la stessa di quella dello stomaco.

## Funzione
Lo stomaco produce acidi forti ed enzimi per aiutare la digestione del cibo. Questa miscela digerente è definita succo gastrico. Il rivestimento interno dello stomaco ha diversi meccanismi per resistere all'effetto del succo gastrico, non così la mucosa dell'esofago. L'esofago è protetto da questi acidi da una valvola unidirezionale alla sua giunzione con lo stomaco; infatti le fibre muscolari circolari dell'esofago subito a monte del cardias acquisiscono un'azione sfinteriale. In condizioni di riposo le fibre restano contratte.

Durante la peristalsi (quando il cibo discende nello stomaco), l'eruttazione o il vomito, le fibre si rilassano. Nel corso dei processi digestivi questo sfintere funzionale resta chiuso e contratto, impedendo così che il succo gastrico risalga nell'esofago irritandone la mucosa e le pareti. Questo sfintere funzionale è noto come sfintere cardiale, sfintere gastro-esofageo, sfintere esofageo inferiore (LES, dalle iniziali del termine inglese Lower Esophageal Sphincter) o valvola cardiale.

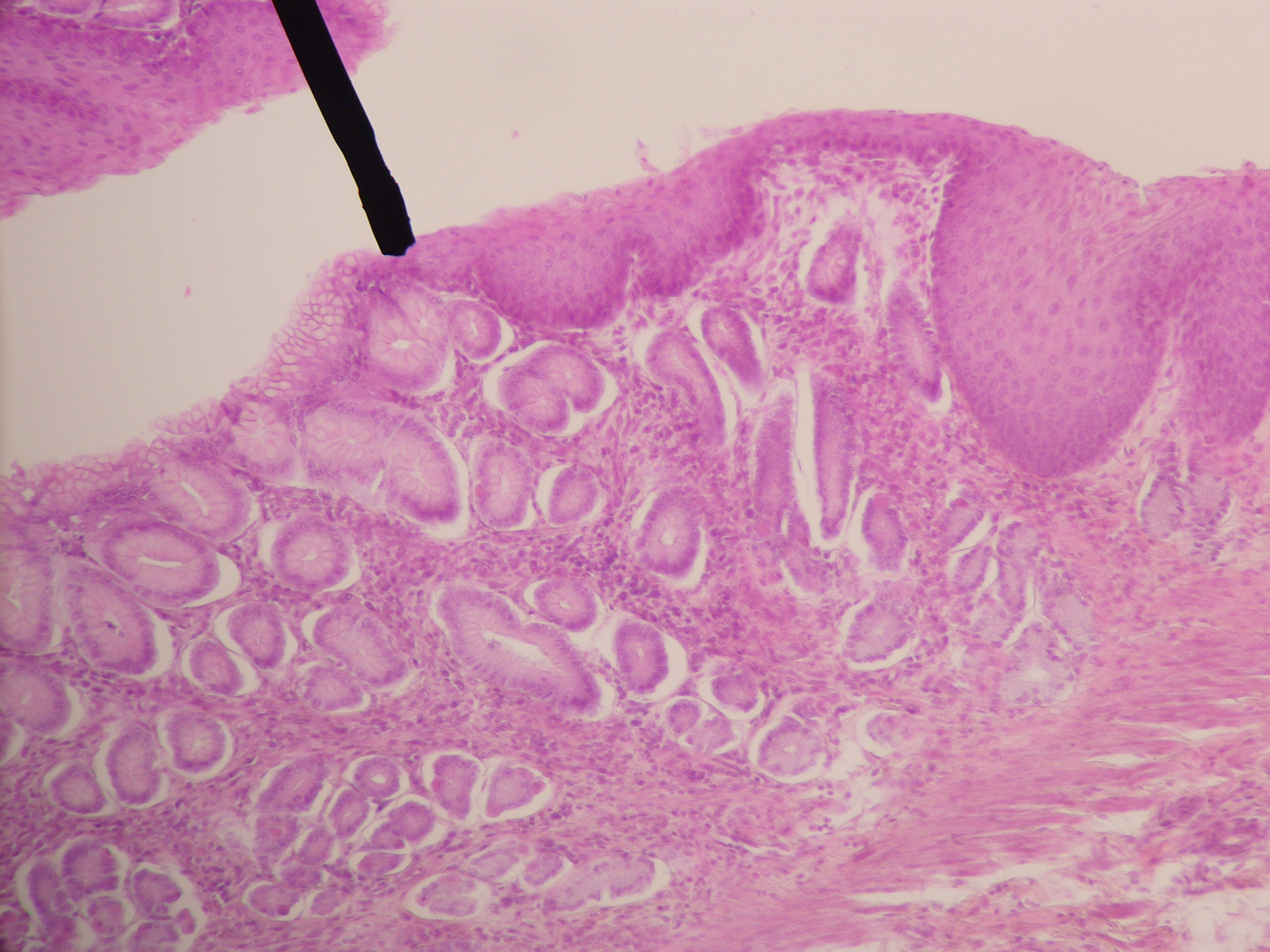
Fotografia microscopica di una sezione trasversale della parete giunzionale gastroesofagea nell'uomo

## Istologia
All'esame istologico, la giunzione può essere identificata dal seguente passaggio:
- epitelio pavimentoso stratificato non cheratinizzato in esofago
- epitelio cilindrico semplice nello stomaco[5]

Tuttavia, nel cosiddetto esofago di Barrett, la distinzione epiteliale può variare, in modo che il confine istologico può differire dal confine funzionale. In questa regione si possono vedere le ghiandole cardiali, di tipo tubulare composto e molto ramificate. Esse possono essere distinte dalle ghiandole dello stomaco (ghiandole fundiche e ghiandole piloriche) in quanto queste ultime ghiandole sono più superficiali e tubulari semplici.

## Patologia
Deficit di forza o di efficienza del LES possono comportare vari problemi medici che implicano danni da acido sull'esofago. Nella acalasia, uno dei difetti riscontrabili è l'incapacità del LES a rilassarsi adeguatamente.

## Galleria d'immagini

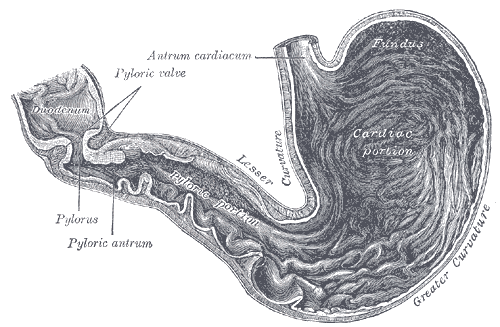
Parte interna dello stomaco, in alto a destra si visualizza il cardias
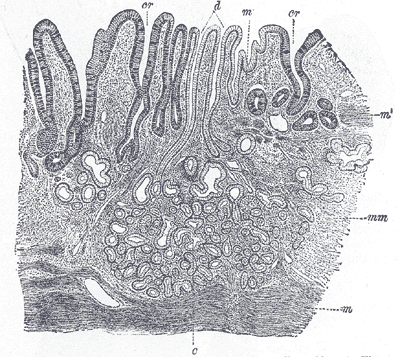
Sezione di mucosa di stomaco umano, in prossimità dell'orifizio cardiale. ×45.